# Тампа-Бей Раудіз
Тампа-Бей Раудіз (англ. Tampa Bay Rowdies) — американський футбольний клуб з Сент-Пітерсбурга, Флорида, заснований у 2008 році. Виступає в USL. Домашні матчі приймає на стадіоні «Ол Ленг Стедіум», місткістю 7 500 глядачів.
Виступає у Східній конференції USL.

## Досягнення
- Соккер Боул
  - Чемпіон: 2012
- Ponce De Leon Cup
  - Переможець: 2010, 2012
- Coastal Cup
  - Володар: 2010, 2011, 2012, 2013, 2016
- Fair Play Award
  - Переможець: 2011, 2012, 2014.